# چراغ‌های جمعه‌شب
چراغ‌های جمعه شب (انگلیسی: Friday Night Lights) فیلمی در ژانر درام به کارگردانی پیتر برگ است که در سال ۲۰۰۴ منتشر شد.

## بازیگران
- بیلی باب تورنتون
- درک لوک
- جی هرناندس
- لوکاس بلک
- گرت هدلند
- تیم مک‌گرا
- لی تامپسون یونگ
- کانی بریتون
- امبر هرد
- ایوان برنارد
- کاترین ویلیس
- پل رایت
- کریستین کان
- برد لیلند
- کوین پیج
- روی ویلیامز
- استیون بیشاپ
- تری فانک
- باب توماس